# Salford
Salford é uma cidade e distrito metropolitano da Grande Manchester, no noroeste da Inglaterra . O time local da cidade, Salford City, atualmente joga a quarta divisão nacional, e foi comprado por 4 grandes ex-jogadores do Manchester United, entre eles Ryan Giggs, Paul Scholes e Gary Neville.
Salford tornou-se uma importante cidade fabril de fiação e tecelagem de algodão e seda nos séculos 18 e 19 e um importante porto interior no Manchester Ship Canal a partir de 1894. As indústrias declinaram no século 20, causando depressão econômica, e Salford tornou-se um lugar de contrastes, com áreas regeneradas do centro da cidade, como Salford Quays, próximas a algumas das áreas socialmente mais carentes e violentas da Inglaterra.
Salford é o lar da Universidade de Salford e viu várias novidades, incluindo a primeira biblioteca pública gratuita do mundo e a primeira rua a ser iluminada a gás. O MediaCityUK de Salford se tornou o quartel-general da CBBC e BBC Sport em 2011, junto com a ITV Granada em 2013.